# Onthophagus pseudofimetarius
Onthophagus pseudofimetarius là một loài bọ cánh cứng trong họ Bọ hung (Scarabaeidae).